# Бонифаций III
Бонифаций III (на латински: Bonifatius PP. III) е римски папа от 19 февруари до 12 ноември 607 г.
Рожденото му име е Бонифачо Катодиочи (на италиански: Bonifacio Cataadioce). Избран е за папа почти 9 месеца след смъртта на неговия предшественик Сабиниан.
В послание, адресирано до папа Бонифаций III, император Фока му признава върховенството над всички християнски църкви. Римокатолическата църква се отблагодарява като издига в негова чест колона на римския Форум и я украсява с надписи, прославящи императора.
Бонифаций III издава разпоредба, с която забранява докато е жив законният епископ на Рим да се водят разговори за възможни негови приемници. Избирането на нов папа следвало да става не по-рано от 3 дни след смъртта на предшественика му.
Папа Бонифаций е погребан в базиликата „Св. Петър“ в Рим.